# Giacomo De Franchi Toso
Il Serenissimo Giacomo De Franchi Toso (Genova, 1590 – Genova, 1657) fu il 109º doge della Repubblica di Genova e re di Corsica.

## Biografia

Stemma nobiliare dei Toso

### Primi anni
Figlio di Federico De Franchi Toso (doge nel biennio 1623-1625) e di Maddalena Durazzo, nacque a Genova intorno al 1590. 
Il suo primo incarico istituzionale, nella sostanza una visita di rappresentanza, lo ricevette all'età di 25 anni quando assieme al giovane nobile Cesare Durazzo accolse l'ammiraglio della marineria di Francia al largo del golfo di Genova e quindi condurlo in visita alla città. Impegnato nel magistrato dei Fallimenti (o dei Rotti) tra il 1615 e il 1620, Giacomo De Franchi Toso fu quindi membro del magistrato degli Straordinari avente funzione di giurisdizione civile, capitano di Città nel 1621 e tra i conservatori del Mare.
Eletto nel 1622 alla nomina di capitano del capitaneato di Rapallo inizialmente vi rinunciò adducendo motivi di salute, salvo poi trasferirsi nel borgo della Riviera di Levante l'anno successivo con la carica di sindacatore in concomitanza dell'elezione del padre alla carica di nuovo doge di Genova (1623). Tra il 1623 e il 1624 fu padre del Comune e con tale carica diresse i lavori per la ricostruzione del molo vecchio.
Con lo scoppio della guerra tra la Repubblica di Genova e il Ducato di Savoia nel 1625, dovette fare ritorno nella capitale dove fu tra i trenta capitani di Città incaricati al reperimento e addestramento di nuovi soldati per la difesa di Genova. Al termine delle ostilità tra i due stati fu inviato nell'isola di Corsica come commissario straordinario - insieme a Giovanni Andrea Gentile - con l'incarico di gestire e monitorare una probabile rivolta anti genovese su spinta del duca Carlo Emanuele I di Savoia.
Capitano e commissario della cittadella nel levante ligure di Sarzana nel 1628-1629, ritornò a Genova dove ricoprì la carica di preside della Sanità in concomitanza con l'avanzare di una pestilenza in tutto il territorio ligure.
Al cessare dell'epidemia, intorno al 1630 fu nominato governatore di Savona dove, tra le mansioni amministrative, dovette affrontare pure una riorganizzazione economica e ripresa dei commerci e del porto savonese dopo la parentesi della malattia. Nella città del ponente ligure mise in atto diverse manovre, specie in materia fiscale: tra i provvedimenti la notevole riduzione delle tasse da inviare al governo centrale genovese (60.000 lire genovesi una tantum). Un'operazione che gli storici videro come alquanto necessaria, oltreché per risollevare l'economia di Savona, anche per smorzare malumori o possibili ritorsioni verso la Repubblica di Genova in favore di una non improbabile linea pro sabauda dopo gli avvenimenti del 1625.
Tornato a Genova nel 1632 fu priore del magistrato dei Poveri e, in seguito, nel magistrato di Banchi; nel 1633 ricevette l'incarico di commissario generale contro i banditi e, il 4 agosto dello stesso anno, quello di ambasciatore della Repubblica alla corte del re Filippo IV di Spagna. Così come il suo predecessore Giovanni Battista Lomellini nel 1630, pure Giacomo De Franchi Toso adottò la linea dettata da Genova che prevedeva, nei limiti e negli spazi concessi, di "tenere in alto" l'onore, il prestigio, gli interessi e le ragioni della repubblica anche in virtù della nuova e sempre più "indipendenza economica e marittima genovese" rispetto all'orbita spagnola. Un cambiamento netto di rotta che inevitabilmente crearono contrasti politici ed economici tra la repubblica e il Regno di Spagna. Ceduto il posto al nuovo ambasciatore Luca Giustiniani che lo incontrò a Barcellona, nel settembre del 1637 poté fare ritorno a Genova.
Tornò a ricoprire cariche pubbliche dal 1640 con la nomina a conservatore delle Leggi, deputato alle Finanze nel 1644, al magistrato dei Cambi e pacificatore nel 1645. Già nelle elezioni dogali del 1646 sfiorò la nomina a doge, assemblea elettiva che vide tra i diversi candidati delle due fazioni nobiliari (la "vecchia" e la "nuova") pure il fratello maggiore Gerolamo De Franchi Toso. Entrambi ricevettero 153 voti dal Gran Consiglio che non furono però necessari a raggiungere i 159 pareri favorevoli alla nomina del nuovo doge Luca Giustiniani. L'ostilità tra i due fratelli Giacomo e Gerolamo si rese ancora protagonista nella nuova elezione dogale del 1648 che portò alla sua nomina il 1º agosto con 172 voti; Gerolamo De Franchi Toso si fermò a 165 voti. In qualità di doge fu investito anche della correlata carica biennale di re di Corsica.

### Il dogato e gli ultimi anni
Il suo mandato dogale - il sessantaquattresimo in successione biennale e il centonovesimo nella storia repubblicana - fu tra gli eventi pubblici caratterizzato dalla tentata congiura del nobile Stefano Raggio ai danni di diversi esponenti della nobiltà genovese e, tra questi, pure il doge Giacomo De Franchi Toso. Furono infatti i nobili Ottaviano Sauli e Tobia Pallavicini ad accusare il Raggio di tutta la macchinazione che prevedeva un attentato e quindi l'uccisione di quella fazione considerata "anti francese" in occasione della processione del Corpus Domini. Un'accusa che, aggravata dalla presenza del nome di Raggio in una lettera di Gian Paolo Balbi (un altro sospettato di congiura), spinse l'arrestato Stefano Raggio al suicidio in carcere con un rasoio da barba. Tuttavia un passaggio delle due lettere inviate dallo stesso doge Giacomo De Franchi Toso a Roma al rappresentante della Repubblica di Genova, Giovanni Battista Lazagna, datate il 1º luglio e 8 luglio, asseriscono del salvataggio in extremis di Stefano Raggio dal suicidio, della sua momentanea cura per assistere al processo per direttissima e quindi della sua condanna per impiccagione con l'accusa di alto tradimento e tentato omicidio a danno del doge. Con due diverse versioni dei fatti, l'unica cosa certa fu l'esposizione del corpo impiccato di Stefano Raggio il 7 luglio 1650 nella pubblica piazza.
Ma un altro episodio "di Stato", e più grave per la sua risonanza europea, si ebbe durante il suo mandato nel corso del 1649. Il passaggio di truppe sabaude nel territorio genovese di Pieve di Teco, su concessione del capitano pievese, irritò l'ambasciatore di Spagna dimorante a Genova che nel breve ne chiese lumi direttamente al doge De Franchi Toso. Quest'ultimo, vista la reazione del diplomatico spagnolo, convocò presso il palazzo Ducale il responsabile del presidio di Pieve di Teco ma ciò non bastò a placare le nuove polemiche per la scarsa incisività del doge che, per tutta risposta, replicò al diplomatico l'effettiva indipendenza della repubblica genovese nelle leggi, nei comportamenti e nelle scelte rispetto alla corona spagnola. Tale "durezza" della massima carica dello stato fu di li a poco "punita" dal governo di Madrid che, interrotte le trattative con i Genovesi per la cessione del territorio lunigianese di Pontremoli, definitivamente cedette il feudo al Granducato di Toscana.
Anche in campo religioso il doge Giacomo De Franchi Toso cercò di far valere il proprio ruolo istituzionale, e quindi della sovranità della repubblica, denunciando più volte con lettere ufficiali gli abusi in materia di giurisdizione civile commessi dal clero genovese, ed in particolare del cardinale Stefano Durazzo che già la Santa Sede allontanò da Genova per un certo periodo. In altri scritti dell'estate 1649 inviate al proprio rappresentante genovese Giovanni Battista Lazagna chiese ufficialmente al pontefice Innocenzo X di rimuovere definitivamente il cardinal Durazzo dalla scena genovese.
Cessato il dogato il 1º agosto 1650 e nominato procuratore perpetuo, lavorò ancora per lo stato genovese stringendo rapporti economici con il Banco di San Giorgio. Allo scoppio di una nuova pestilenza nel territorio della Liguria nel 1656-1657, fu nominato commissario della Sanità cercando di arginare l'emergenza e di predisporre nuove misure pubbliche. Egli stesso contagiato dalla peste, morì a Genova nello stesso anno. Il corpo di Giacomo De Franchi Toso fu tumulato nella chiesa di San Francesco di Castelletto, luogo di sepoltura di altri dogi e componenti della sua famiglia.

## Vita privata
Dal matrimonio con Maria Giustiniani ebbe tre figli: Livia, che sposò Giovan Stefano Pallavicini; Federico, che sposò Battistina Ariolo; Settimia, moglie di Giulio Spinola marchese di Arquata Scrivia.